# E442 (trasa europejska)
E442 – oznaczenie europejskiej trasy łącznikowej (kategorii B), biegnącej przez północne Czechy i zachodnią Słowację.
E442 zaczyna się w Karlovych Varach, gdzie odbija od trasy europejskiej E48. W Czechach biegnie szlakami dróg krajowych:
- nr 13 Karlovy Vary – Chlumec (na północ od Uścia nad Łabą),
- nr 30 Chlumec – Uście nad Łabą,
- nr 62 Uście nad Łabą – Děčín,
- nr 13 Dečín – Liberec,
- nr 35 Liberec – Hradec Králové – Ołomuniec – granica państwowa Bumbalka-Makov.

Na terenie Słowacji E442 biegnie szlakiem drogi krajowej nr 18 do Bytčy, gdzie łączy się z trasami E50 i E75 (autostradą D1).
Ogólna długość trasy E442 wynosi około 568 km, z tego 541 km w Czechach, 27 km na Słowacji.